# Robert Gadocha
Robert Gadocha detto Piłat (Cracovia, 10 gennaio 1946) è un ex calciatore polacco, di ruolo attaccante.

## Carriera

### Club
Dopo avere militato nelle giovanili del Terenowe Koło Sportowe Włókniarz (oggi Gabarnia Cracovia) e del Wavel Cracovia tra il 1957 e il 1965, nel 1966 esordì nella massima divisione del campionato polacco tra le file del Legia Varsavia. Con quest'ultima squadra trascorse il periodo più importante della propria carriera di calciatore, tra il 1966 e il 1975, vincendo 2 scudetti e 1 Coppa di Polonia, e raggiungendo la semifinale di Coppa dei Campioni nel 1970, perduta poi contro gli olandesi del Feyenoord. Nel 1975 emigrò in Francia, andando a giocare con il Nantes per due anni, prima di trasferirsi negli USA, dove disputò l'ultima stagione da professionista con il Chicago Sting. Dopo il ritiro nel 1978, e fino al 1995, continuò a giocare a calcio a livello dilettantistico negli Stati Uniti, dove vive tuttora con la propria famiglia.

### Nazionale
Il suo esordio in nazionale avvenne il 28 luglio 1967 a Breslavia in occasione dell'incontro di qualificazione per le Olimpiadi di Città del Messico 1968 contro l'URSS, perso 1-0. Il suo periodo d'oro fu comunque tra il 1972 e il 1974, quando conquistò, insieme alla propria nazionale, la medaglia d'oro alle Olimpiadi di Monaco di Baviera 1972 e il terzo posto ai Mondiali in Germania Ovest 1974. Insieme a giocatori come Deyna, Lato, Zmuda e il portiere Tomaszewski, fu uno dei giocatori più rappresentativi della Polonia di quegli anni. Complessivamente disputò 62 incontri con la maglia della nazionale, segnando 16 reti.

## Palmarès

### Giocatore

#### Club
- Campionato polacco: 2

Legia Varsavia: 1968-1969, 1969-1970
- Coppa di Polonia: 1

Legia Varsavia: 1972-1973
- Campionato francese: 2

Nantes: 1976/77

#### Nazionale
- Oro olimpico: 1

Monaco di Baviera 1972